# Лобанов, Василий Павлович
Васи́лий Па́влович Лоба́нов (род. 2 января 1947, Москва) — советский и российский композитор, пианист.

## Биография
Родился 2 января 1947 года в Москве.
С 1963 по 1971 год учился в Московской консерватории у Л. Наумова (фортепиано), С. Баласаняна (композиция), а также у Ю. Холопова (анализ) и А. Шнитке (инструментовка).
Автор музыки к фильмам, в том числе «Бондарь» (1969). С 1972 преподавал в Московской консерватории.
Как пианист Лобанов начал концертировать в России в 1966 году, с 1978 года выступал в городах Европы, США, Японии и Южной Америки с такими дирижёрами, как Геннадий Рождественский, Генрих Шифф, Юрий Башмет, Кристоф Поппен, Анатолий Левин, Александр Лазарев.
Выступал в фортепианном дуэте со Святославом Рихтером, фортепианном трио с Олегом Каганом и Натальей Гутман и до сих пор остается участником фортепианного квартета вместе с Виктором Третьяковым, Юрием Башметом и Натальей Гутман. Он выступал со многими другими известными артистами, такими как Леонидас Кавакос, Гидон Кремер, Эльмира Дарварова, Марк Каплан, Эдуард Бруннер, Коля Блахер, Чарльз Нейдич, Ким Кашкашьян.
Концертная и камерная деятельность Лобанова отражена в серии записей радиопередач и многочисленных компакт-дисках (Philips, Ondine, Classics Live, Tudor, Chant du Monde, Мелодия).
С 1991 года живёт в Германии, в 1997—2012 годах был профессором фортепиано в Высшей школе музыки в Кёльне. Многие из его учеников в настоящее время являются известными концертирующими пианистами: Кэтрин Чи (лауреат Международного конкурса пианистов им. Бузони), Флориан Ноак (ECHO PREIS, Берлин; был назван «Новым артистом года»), завоевал многочисленные призы на национальных и международных конкурсах), Инга Фиолия, Бруно Влахек, Рудольфс Ванкс. Некоторые из его учеников стали известными дирижёрами и преподают в различных университетах, например, Ростислав Кример (главный дирижёр и художественный руководитель камерного оркестра «Восток-Запад»), Роман Салютов, и другие.
В 1997 году основал фестиваль камерной музыки Osnabrücker Musiktage и до 2001 года был его художественным руководителем.
С 2016 года преподает в университете Калайдос (Швейцария).

## Избранные произведения

### Оперы
- Антигона, опера по Софоклу, соч. 51 (1985—1987)
- Отец Сергий, опера в одном действии по рассказу Льва Толстого (1990—1995).

### Оратории и кантаты
- Лейтенант Шмидт, оратория, соч. 31 (1979)
- Бог-Соловей, кантата по Осипу Мандельштаму для баритона и камерного ансамбля, соч. 61 (1991)

### Оркестровые произведения
- Симфония для струнных, ударных, флейты и трубы, соч. 22 (1977)
- Концерт № 1 для фортепиано и камерного оркестра, соч. 35 (1981)
- Концерт для виолончели с оркестром, соч. 42 (1984—1985)
- Симфониетта для камерного оркестра, соч. 47 (1986)
- Ария для скрипки и струнного оркестра (1986)
- Концерт № 1 для альта и струнного оркестра, соч. 53 (1989)
- Двойной концерт для кларнета, скрипки и камерного оркестра, соч. 65 (1995)
- Концерт для трубы, ударных и струнного оркестра, соч. 70 (1997)
- Концерт № 2 для альта и струнного оркестра, соч. 71 (1998)
- Камерная симфония, соч. 92 («Художники»), (2018)

### Камерная музыка
- 2 пьесы для флейты соло, соч. 24 (1978)
- 7 пьес для виолончели и фортепиано, соч. 25 (1978)
- Трио для флейты, кларнета и фагота, соч. 29 (1979)
- Соната № 2 для фортепиано, соч. 33 (1980)
- Соната для флейты и фортепиано, соч. 38 (1983)
- Соната для кларнета и фортепиано, соч. 45 (1985)
- Струнный квартет № 4, соч. 49 (1987-88)
- Струнный квартет № 5, соч. 50 (1986-88)
- Струнный квартет № 6 (2004)
- Соната № 2 для виолончели и фортепиано, соч. 54 (1989)
- Соната «В 6 фрагментах» для скрипки и фортепиано, соч. 56 (1989)
- Соната для альта и фортепиано, соч. 58 (1990)
- Фортепианный квартет, соч. 68 (1996)